# Чемпионат Европы по спортивной гимнастике 1957 (женщины)
1-й чемпионат Европы по спортивной гимнастике среди женщин прошёл 25-26 мая 1957 года в Бухаресте (Румыния). В нём приняли участие 19 гимнасток из 10 стран. Турнир носил название Кубок Европы, на нем разыгрывались звания обладательниц Кубка Европы в индивидуальном многоборье и в отдельных упражнениях. В 1969 году Международная федерация гимнастики присвоила этим соревнованиям статус первого чемпионата Европы среди женщин.

## Медалисты
| Дисциплина                | Золото                 | Золото | Серебро                    | Серебро | Бронза                      | Бронза |
| ------------------------- | ---------------------- | ------ | -------------------------- | ------- | --------------------------- | ------ |
| Индивидуальное многоборье | Лариса Латынина (СССР) | 38,465 | Элена Теодореску (Румыния) | 37,798  | Сония Иован (Румыния)       | 37,599 |
| Опорный прыжок            | Лариса Латынина (СССР) | 19,299 | Тамара Манина (СССР)       | 18,933  | Сония Иован (Румыния)       | 18,733 |
| Брусья                    | Лариса Латынина (СССР) | 19,466 | Элена Теодореску (Румыния) | 19,232  | Эва Босакова (Чехословакия) | 19,066 |
| Бревно                    | Лариса Латынина (СССР) | 19,000 | Сония Иован (Румыния)      | 18,999  | Тамара Манина (СССР)        | 18,733 |
| Вольные упражнения        | Лариса Латынина (СССР) | 19,332 | Элена Теодореску (Румыния) | 19,266  | Эва Босакова (Чехословакия) | 19,199 |

## Командный зачёт
| Место | Страна       | Золото | Серебро | Бронза | Всего |
| ----- | ------------ | ------ | ------- | ------ | ----- |
| 1     | СССР         | 5      | 1       | 1      | 7     |
| 2     | Румыния      | 0      | 4       | 2      | 6     |
| 3     | Чехословакия | 0      | 0       | 2      | 2     |
| Всего | Всего        | 5      | 5       | 5      | 15    |